# Peter Tschopp
Pour les articles homonymes, voir Tschopp.
Peter Tschopp, né le 26 avril 1940 à Bâle (originaire du même lieu et de Vandœuvres) et mort le 4 juillet 2009, est un économiste et homme politique suisse du canton de Genève, membre du Parti radical-démocratique.

## Biographie

### Naissance, famille et décès
Peter Tschopp naît le 26 avril 1940 à Bâle. Il est originaire du même lieu et de Vandoeuvres, dans le canton de Genève.
Il épouse en 1964 Simone Marie Luscher. Il est l'oncle de Christian Lüscher.
Il décède subitement le 4 juillet 2009, d'une piqûre de guêpe selon la presse,,.

### Études et carrière universitaire
Il suit des études d'économie dans les universités de Bâle et de Genève, où il obtient une licence en 1963 puis un doctorat en 1966. Il les complète par un séjour aux États-Unis (Université Yale)[réf. nécessaire].
En 1971, il est nommé à la chaire de sciences économiques de l'Université de Genève. Durant sa période d'enseignement académique, il est nommé doyen de la faculté des sciences économiques et sociales et vice-recteur de l'université. En 1990, il est nommé par le recteur comme directeur de l'Institut universitaire d'études européennes, qui sera  fermé l'année suivante.
À son départ en retraite anticipée, le Conseil d'État genevois lui demande d'assurer la direction de l'Institut de hautes études internationales, tâche dont il s'acquittera de 1998 à 2002.

## Parcours politique
Sur le plan politique, Peter Tschopp, vice-président du Parti radical-démocratique suisse de 1996 à 1999, siège durant deux législatures au Conseil national.
Dès 1990, il est président puis président d'honneur de la fondation Vivamos Mejor, active dans l'aide au développement en Amérique latine.
Il milite notamment pour l'adhésion à l'Europe, pour l'assurance maternité et pour l'intégration des femmes dans son parti.